# 20288 Нахбаур
20288 Нахбаур (20288 Nachbaur) — астероїд головного поясу, відкритий 20 березня 1998 року.
Тіссеранів параметр щодо Юпітера — 3,517.